# Пароль знали двоє
«Паро́ль зна́ли дво́є» — український радянський художній фільм режисера Миколи Літуса. Прем'єра відбулася у січні 1986 року.

## Сюжет
Дія фільму розгортається у 1920-х роках. Граф Кабардін, який емігрував до Франції напередодні революції, посилає до Росії полковника Лаврова з метою привезти до Парижа доньку Ірину. Остання перейшла на бік більшовиків, вийшла заміж за чекіста Андрія Славінського та допомагала йому в усьому. Після однієї з операцій Андрій не повернувся додому, а під виглядом білогвардійського поручика був засланий до Франції з метою проникнення до білоемігрантського середовища. Ірина, вирішивши, що чоловік загинув, продовжувала допомагати чекістам. За дорученням Голови ВУНК вона від'їжджає до Франції разом з полковником Лавровим, маючи при собі завдання та пароль для агента чекістів Мішеля Лимбарського, яким насправді є її чоловік Андрій Славінський.

## Акторський склад
- Ірина Алферова — Ірина Кабардіна
- Аристарх Ліванов — Андрей Славінський / Мішель Лімбарський, чекіст
- Борис Соколов — Владислав Костянтинович Лавров, білий полковник-контррозвідник
- Олексій Булдаков — Дмитро Акімович Шипов, колишній ротмістр
- Степан Олексенко — Василь Миколайович Манцев, чекіст
- Людмила Шевель — Ольга Павлівна, учасниця білого підпілля
- Микола Гринько — граф Олександр Кабардін, один з керівників білої еміграції
- Костянтин Степанков — генерал Олександр Павлович Кутепов, голова Російського загальновійськового союзу
- Людмила Сосюра — княгиня Ганна Гнатівна Урусова, черниця
- Андрій Подубинський — Гнат Ковров, зв'язковий, бармен ресторану «Олександрівська слобода»
- Вацлав Дворжецький — голова «шістки»
- Олександр Костильов — Сердюк
- Володимир Талашко — Дягтеренко
- Йосип Найдук — Лобов, учасник білого підпілля
- Сергій Підгорний — чекіст, який працює у зарубіжному підпіллі
- Володимир Ткаченко — генерал Гусаковський
- Валерій Свіщев — епізод
- І. Постніков — епізод
- Віктор Поліщук — епізод
- Вітольд Янпавліс — епізод
- Людмила Гарница — епізод
- Олег Тітов — епізод
- О. Неварикаша — епізод
- Олександр Белина — епізод
- Л. Антипіна — епізод
- В. Гудзь — епізод
- Степан Донець — епізод
- Олександр Мілютін —  епізод
- Віктор Сергєєв — епізод

## Знімальна група
- Режисер-постановник: Микола Літус
- Автор сценарію: Михайло Канюка
- Оператор-постановник: Валеріан Рожко
- Художник-постановник: Юрій Муллер
- Композитор: Володимир Дашкевич
- Текст пісень: Булат Окуджава
- Режисер: Вітольд Янпавліс
- Оператори: В. Родиченко, С. Корнієнко
- Звукорежисер: Євген Пастухов
- Монтажер: Р. Лорман
- Художники по костюмах: Емма Беглярова, Н. Пастушенко
- Художник-гример: Алла Чуря
- Художники-декоратори: Євген Пітенін, Микола Поштаренко
- Оператор комбінованих зйомок: Микола Шабаєв
- Редактор: Олександр Шевченко
- Директор картини: Петро Терещенко